# Технікварки
Технікварки — гіпотетичні елементарні частинки, набагато менші, ніж бозони Хіггса. Технікварки можуть об'єднуватися різними способами, утворюючи частинки, наприклад, техніхіггса, в той час як інші комбінації можуть утворювати темну матерію. Якщо теорія про існування Технікварків підтвердиться, то вони доповнять перелік фундаментальних частинок Стандартної моделі, що складається з трьох поколінь кварків і лептонів. Ці частинки разом з фундаментальними «цеглинками» складуть основу видимої матерії у Всесвіті.
Якщо технікварки існують, повинна бути сила, яка утримує їх разом так, що вони утворюють інші частинки. Жодна з чотирьох відомих сил природи (гравітація, електромагнітна сила, слабкі і сильні ядерні взаємодії) не підходить на цю роль. Повинна бути ще не виявлена фундаментальна сила природи. Ця сила одержала тимчасову назву сили технікольору.